# St. Francis Hospital & Medical Center

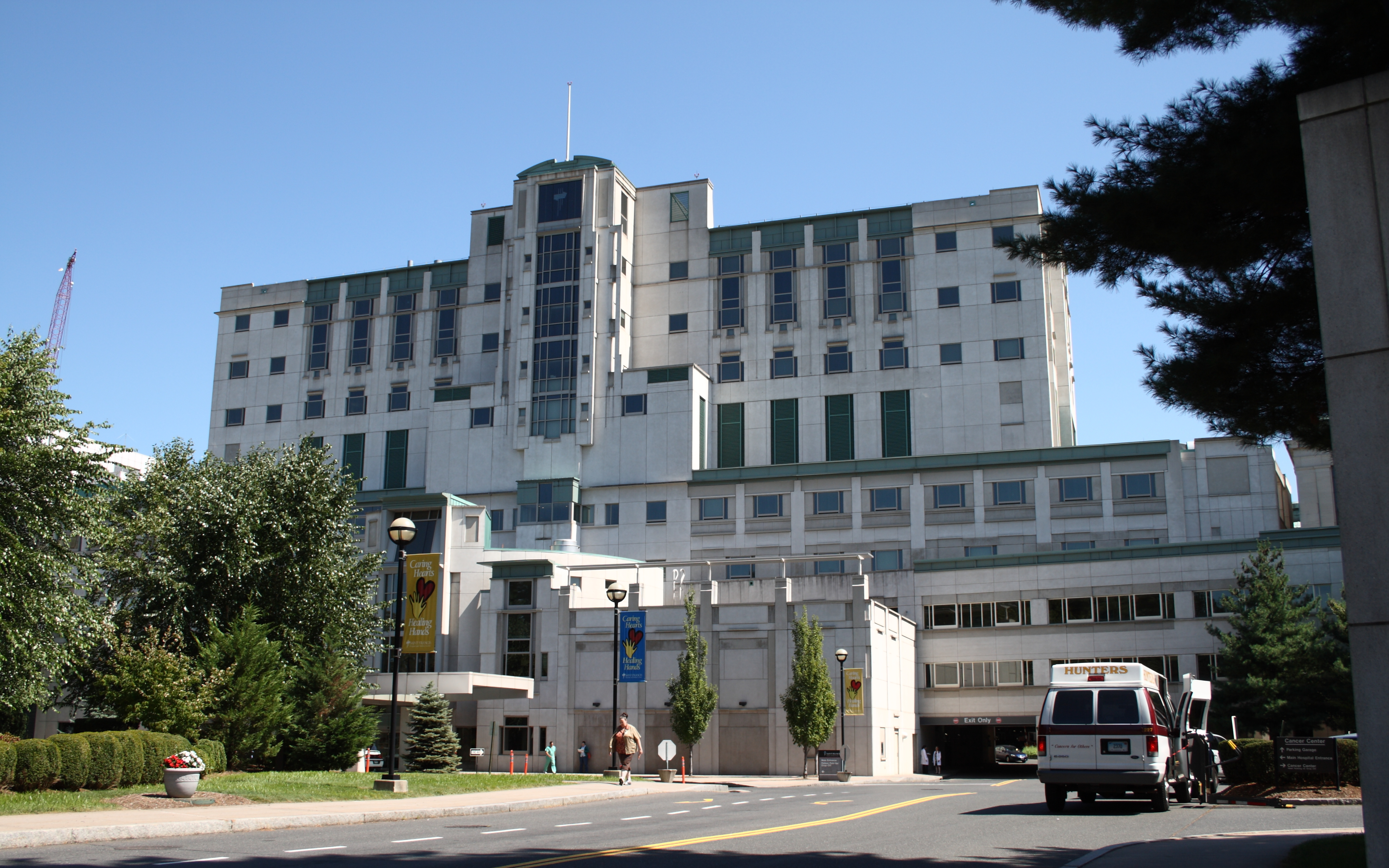
St. Francis Hospital, 114 Woodland Street

Saint Francis Hospital & Medical Center ist ein Krankenhaus in katholischer Trägerschaft an der Woodland Street in Hartford, Connecticut. Es wurde 1897 von den Sisters of Saint Joseph of Chambéry gegründet. Das Hospital hat 617 Betten.
Das Haus ist von einem Missbrauchsskandal durch den hauseigenen Arzt George Reardon betroffen.